# Réunionibis
De réunionibis (Threskiornis solitarius) is een recent uitgestorven vogel behorende tot de familie Threskiornithidae, die endemisch was op het eiland Réunion. Het bestaan van een ibis op het eiland werd bekend door botten die in 1974 werden gevonden. Verder bestonden er al veel langer reisverslagen tot het begin van de 18de eeuw waarin melding van deze vogel werd gemaakt maar deze werd later aangezien voor een vermeende 'witte dodo'.

## Ontdekking en uitsterven
De Engelsman John Tatton meldde in 1625 voor het eerst een witte vogel op Réunion. In 1646 koloniseerden de Fransen het eiland en ze maakten melding van een grote vogel die ze de solitaire noemden, naar zijn solitaire levenswijze. De vogel was zeer smakelijk en eenvoudig te vangen. Hoewel eerst zeer algemeen namen de aantallen door jacht snel af. Ook kunnen verwilderde katten en varkens aan de teruggang van de populatie hebben bijgedragen. De laatste melding is uit 1708.
Bij het afbeelden van deze solitaire grepen kunstenaars terug op tekeningen van de dodo die ook al vaak wit werd afgebeeld. In 1646 vermeldde Willem IJsbrantsz. Bontekoe namelijk een dodo op Réunion, vermoedelijk door een verwarring met de dodo van Mauritius. Dit leidde tot de gedachte aan een 'witte dodo' op Réunion. In 1974 werden op het eiland echter de botten gevonden van een ibis, een middenvoet die als zodanig in 1994 werd herkend, na eerst voor een ooievaar te zijn aangezien. Botten van een dodo zijn er nooit aangetroffen. De Franse ooggetuigenverslagen passen ook niet goed bij een grote duifachtige maar lijken een ibissoort te beschrijven. Daarom is de hypothese populair geworden dat zo'n 'witte dodo' nooit bestaan heeft en slechts sprake is van verwarring met de réunionibis.
In 1848 benoemde Edmond de Sélys Longchamps de vermeende 'witte dodo' als Apterornis solitarius. De geslachtsnaam was echter al bezet maar de soortaanduiding bleef beschikbaar. In 1995 werd die met Threskiornis gecombineerd tot Threskiornis solitarius. In 1987 was op basis van een tweede middenvoet de soort Borbonibis latipes benoemd. Dat is dus een jonger synoniem van Threskiornis solitarius. In 1994 werd ook een paar onderkaken gevonden.

## Beschrijving
Volgens de Franse verslagen was de vogel zo groot als een gans maar had langere poten. De nek was lang. Het verenkleed was wit met een prachtige iriserende glans. Het wit liep uit in grijze en gele tinten. Snavel, poten en de uiteinden van de veren waren zwart. De snavel was lang en recht.
De verschillende gevonden fossielen wijzen erop dat de snavel in feite vrij kort is voor een ibis en inderdaad geen sterke kromming bezat. Het skelet heeft een lengte van ongeveer vijfenzestig centimeter en is robuust gebouwd. De kop is relatief groot. De armelementen zijn niet gereduceerd wat wijst op een goed vermogen tot vliegen. Uitzondering is een foramen tussen het eerste en tweede middenhandsbeen dat typisch is voor vogels die het vermogen tot vliegen verloren hebben.

## Fylogenie
Réunion bestaat pas drie miljoen jaar. Uitbarstingen van de Piton des Neiges kunnen tot 180.000 jaar geleden alle dierenleven vernietigd hebben. De réunionibis moet dus afstammen van een vrij recente kolonisator. Het is omstreden aan welke moderne soort het dier het nauwst verwant is. Dat kan de Afrikaanse heilige ibis zijn of de strohalsibis uit Zuidoost-Azië en Australië. Beide soorten werden gesuggereerd in de beschrijving uit 1995. In 2008 werd geopperd dat het de madagaskaribis was die vlak bij Réunion zijn habitat heeft.

## Levenswijze
Volgens Franse verslagen leefde de vogel alleen. Hij voedde zich met wormen wat overeenkomt met het dieet van nog bestaande ibissen. Eerst werd de vogel ook aan de kust aangetroffen, later alleen in de bergen. De vogel zou zelden gevlogen hebben maar kon goed rennen. Misschien dat dit afhing van het aanleggen van een vetvoorraad. Als er een gevangen werd, trok zijn alarmroep andere exemplaren aan. 